# Carlo Acutis
Carlo Acutis, född 3 maj 1991 i London, död 12 oktober 2006 i Monza, var en italiensk romersk-katolsk tonåring. Han hade en särskild hängivenhet för eukaristin, gick i mässan varje dag och biktade sig en gång i veckan.

## Biografi
Acutis skapade en webbplats där han katalogiserade eukaristiska mirakel. År 2006 diagnosticerades han med leukemi och romersk-katolska kyrkan anser att Acutis offrade sitt lidande för Herren, påven och kyrkan.
En kort tid före sin död sade Acutis: ”Jag är lycklig över att dö eftersom jag har levt mitt liv utan att slösa bort en enda minut på att göra sådant som skulle göra Gud missnöjd.”
Påve Franciskus förklarade Carlo Acutis som vördnadsvärd den 5 juli 2018. Carlo Acutis saligförklarades den 10 oktober 2020. Vid saligförklaringen, som ägde rum i Sankt Franciskus basilika i Assisi, presiderade kardinal Agostino Vallini.
Den 23 maj 2024 godkände påve Franciskus ett andra mirakel vilket skett på Carlo Acutis förbön; detta betyder att Acutis nu kan kanoniseras.
Salige Carlo Acutis skulle ha helgonförklarats den 27 april 2025, men datumet ändrades efter det att påve Franciskus hade avlidit den 21 april.
Salige Carlo Acutis kommer att helgonförklaras tillsammans med salige Pier Giorgio Frassati den 7 september 2025.

## Bilder

Salige Carlo Acutis sarkofag.
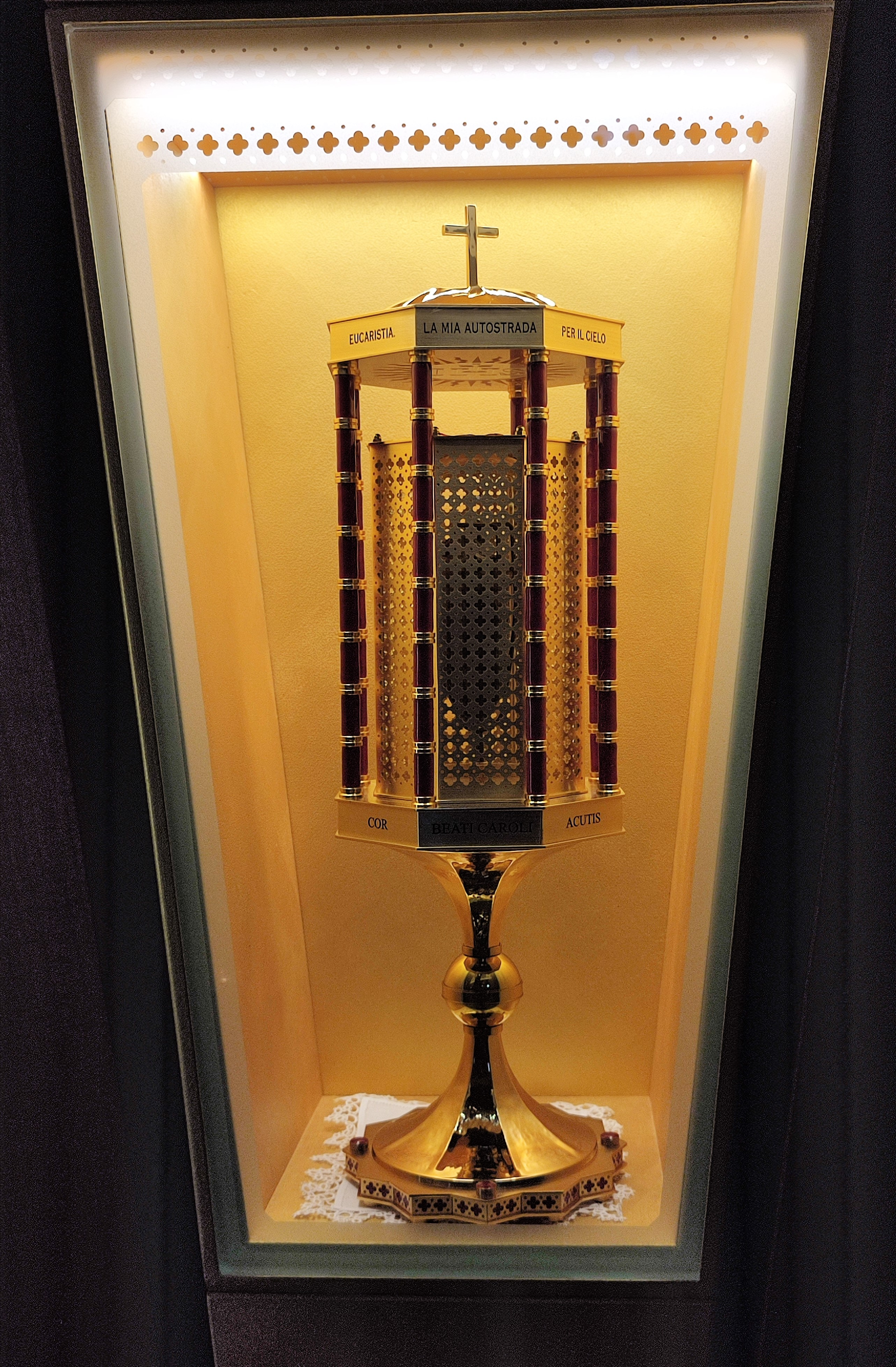
Relikvarium med blod från salige Carlo Acutis.